# Frances Ridley Havergal
Frances Ridley Havergal, född 14 december 1836, död 3 juni 1879, var en engelsk prästdotter, lärare, författare och sångförfattare. Hennes sånger har översatts till många språk och har varit särskilt älskade inom helgelserörelsen.  
Hon finns representerad med tre sånger i Frälsningsarméns sångbok 1990. Hon är också representerad i Svenska Missionsförbundets sångbok 1920 (SMF 1920) med en psalm, i Herde-Rösten 1892, i Emil Gustafsons Hjärtesånger 1895 och två psalmer i Lova Herren 1988, vilket kan tolkas som att hennes psalmer inte bara var en tillfällighetsdiktning i dåtiden.
I psalmboken Hjärtesånger 1895 är flera av hennes texter publicerade med signaturen +. Hennes sånger sjöngs av Ira D. Sankey och översattes till svenska av Lina Sandell, Erik Nyström och Emil Gustafson. Se psalmtexterna "Jag är ej mer min egen" och "Ljus efter mörker".

## Sånger och böner
- Ack, dyrköpta mänska, vad tänker du på
- Ack, låt mig bli din stridsman (Ur Morgonklockor, 2:a upplagan 1882) Finns på Wikisource.
- Alla dagar — alla dagar (Ur Morgonklockor, 2:a upplagan 1882) Finns på Wikisource.
- Allt ligger på ditt altar (refrängen till sången Min kropp, min själ och ande).
- Att älska och tjena är änglarnes glädje (Ur Morgonklockor, 2:a upplagan 1882) Finns på Wikisource.
- Bevare mig, o Jesu kär (Ur Morgonklockor, 2:a upplagan 1882) Finns på Wikisource.
- Ett beder jag af dig, o Jesu Krist! (Ur Morgonklockor, 2:a upplagan 1882) Finns på Wikisource.
- Framåt vapenbröder, Till det helga krig nr 586 i Svenska Missionsförbundets sångbok 1893, på Projekt Runeberg finns text och melodi.
- Frid som kan bevara
- Gif oss din Ande af himmelen (Ur Morgonklockor, 2:a upplagan 1882) Finns på Wikisource.
- Gör vad du kan, nog har din Fader (Ur Morgonklockor, 2:a upplagan 1882) Finns på Wikisource.
- Han leder mig; hvad himmelsk tröst (Ur Morgonklockor, 2:a upplagan 1882) Finns på Wikisource.
- Eventuellt Herre god, uppfriska och välsigna som Emil Gustafson uppger är "från engelskan".
- Hjelp mig, o Herre Jesu kär (Ur Morgonklockor, 2:a upplagan 1882) Finns på Wikisource.
- Hur avskyvärd är ej den skam
- Inför dig jag sjunker neder
- I nåd, o Herre, böj ditt öra (Ur Morgonklockor, 2:a upplagan 1882) Finns på Wikisource.
- Jag bär mig sjelf och allt (Ur Morgonklockor, 2:a upplagan 1882) Finns på Wikisource.
- Jag gav mitt liv för dig  ev. = År 1858 Jag gav mitt liv i döden nr 277 i (SMF 1920) översatt 1893 av Erik Nyström också med som nr 326 i Lova Herren 1988
- Jag är ej mer min egen
- Jesus gör mig du (Ur Morgonklockor, 2:a upplagan 1882) Finns på Wikisource.
- Käre Jesus, pris ske dig (Ur Morgonklockor, 2:a upplagan 1882) Finns på Wikisource.
- Ljus efter mörker, frid efter strid 1877 (Light after darkness, gain after loss), nummer 158 v. 1-3 i (Hjärtesånger 1895), nr 511 v. 1-3 i Lova Herren)
- Ljuva viloplats vid Jesu hjärta
- Låt ej stormen dig förfära
- Men vad du gör, gör det av hjärtat (Ur Morgonklockor, 2:a upplagan 1882) Finns på Wikisource.
- Milde Fader, fräls mig du
- Må Dig jag städs för ögat ha (Ur Morgonklockor, 2:a upplagan 1882) Finns på Wikisource.
- Nu har det ingen nöd, Jesus är min
- Nu Herren åter oss vederkvickt
- O, att jag kunde älska Dig (Ur Morgonklockor, 2:a upplagan 1882) Finns på Wikisource.
- O Du, som sjelf var frestad här (Ur Morgonklockor, 2:a upplagan 1882) Finns på Wikisource.
- O himmelske Fader, hur skall jag Dig prisa (Ur Morgonklockor, 2:a upplagan 1882) Finns på Wikisource.
- O Jesu se i nåd till mig
- O, må jag se på Dig och lära (Ur Morgonklockor, 2:a upplagan 1882) Finns på Wikisource.
- O mänska, du som i synden drömmer
- Ringa verk af kärlek (Ur Morgonklockor, 2:a upplagan 1882) Finns på Wikisource.
- Ropen ut i vida världen att vår Gud är kung
- Salig och helig, helig är den
- Se hönan, hur hon kallar (Ur Morgonklockor, 2:a upplagan 1882) Finns på Wikisource.
- Stå upp, stå upp för Jesus (Ur Morgonklockor, 2:a upplagan 1882) Finns på Wikisource.
- Såsom floden strömmar
- Säg allting för Jesus
- Säll är den, som sina händer (Ur Morgonklockor, 2:a upplagan 1882) Finns på Wikisource.
- Sörj ej, mitt barn! Gud är så rik (Ur Morgonklockor, 2:a upplagan 1882) Finns på Wikisource.
- Tag kropp och själ i dina händer (Ur Morgonklockor, 2:a upplagan 1882) Finns på Wikisource.
- Tag mitt liv och helga mig (Herde-Rösten 1892 nr 83 utan författare eller översättare angivna)
- Tala, käre Herre, tala (Ur Morgonklockor, 2:a upplagan 1882) Finns på Wikisource.
- Trohjärtad! Helhjärtad! text och melodi. Svensk översättning av signaturen A—der, som står för Anna Ölander. På Projekt Runeberg finns noter och text, nr 24 i Vita bandets sångbok (1915).
- Två också mig, o Jesu kär (Ur Morgonklockor, 2:a upplagan 1882) Finns på Wikisource.
- Vänd ditt helga öga (Ur Morgonklockor, 2:a upplagan 1882) Finns på Wikisource.

### Svenska titlar
- Bruey, en liten arbeterska för himlen, Fosterlands-Stiftelsens förlag, Stockholm, 1882. Libris 1597514. Libris anger titeln Bruey, en liten arbeterska för Kristus. Fosterlands-Stiftelsens förlag marknadsförde 1882  titeln som anges här.
- De fyra lyckliga dagarne, Stockholm, P. Palmquists förlagsexp., 1883. (Original 1874: The four happy days.)
- Den konungsliga inbjudningen. Betraktelser för hvarje dag i månaden., Fosterlands-Stiftelsens förlag, Stockholm, 1881, 2:a upplagan 1895. (Original 1882: The Royal Invitation.)
- En timme med Jesus. Jönköping, H. Halls boktryckeri-aktiebolag, 1886.
- För min Herres tjenst, Fosterlands-Stiftelsens förlag, Stockholm, 1882. Libris 1597521. Libris anger titeln Till mästarens tjenst utgiven samma år.  En 3:e upplaga utgavs 1895 enl. Libris, som också anger att Lindblads förlag i Uppsala gav ut en 2:a upplaga 1919. Fosterlands-Stiftelsens förlag marknadsförde  1882 titeln som anges här.
- Himmelska budskap för lifvets resa. Fosterlands-Stiftelsens förlag, Stockholm, 1893, 2:a upplaga 1901..
- I en målares atelier af J. R. Havergal., Stockholm 1894.
- Konungsliga bud eller Morgontankar för konungens tjenare för hvarje dag i månaden., Fosterlands-Stiftelsens förlag, Stockholm, 2:a upplagan 1883.
- Konungslig frikostighet eller aftontankar för konungens gäster. P. Palmquists aktiebolag, Stockholm, 1882.
- Marschorder — Missionsbetraktelser. Fosterlands-Stiftelsens förlag, Stockholm,  1892.
- Min Konung eller Dagliga tankar för Konungens barn., Fosterlands-Stiftelsens förlag, Stockholm, 1880. Original: My king or daily thoughts for the king's children. (1878)
- Morgonklockor. Betraktelser för de unga. Fosterlands-Stiftelsens förlag, Stockholm, 2:dra upplagan, 1882. (Original Morning Bells; Or, Waking Thoughts for Little Ones finns som eBook på
- Morgonstjernorna eller Kristi namn för de små. Betraktelser för hvarje dag i månaden., Fosterlands-Stiftelsens förlag, Stockholm, 1881.
- Små hufvudkuddar eller Aftontankar för de små för hvarje dag i månaden., Fosterlands-Stiftelsens förlag, Stockholm. 5:e upplagana 1901. (Original 1880: Little Pillows, or Goodnight Thoughts for the Little Ones.)
- Till Mästarens tjänst. se ovan För min Herres tjenst.

## Biografi
- Memorials of Frances Ridley Havergal  av systern Maria Vernon Graham Havergal, 1880.